# Nederlandse Jeugdbond voor Geschiedenis
De Nederlandse Jeugdbond voor Geschiedenis, voorheen Nederlandse Jeugdbond ter Bestudering van de Geschiedenis (NJBG), is een vereniging voor en door jongeren in de leeftijdscategorie van 9 tot 26 jaar die geschiedenis en archeologie als hobby hebben.
Een apart onderdeel van de NJBG is de Werkgroep Experimentele Archeologie (WEA).

## Geschiedenis
De NJBG werd in 1958 opgericht. De jeugdbond organiseerde serieuze opgravingskampen, trips en excursies naar vindplaatsen in Nederland, Frankrijk, Denemarken en Tunesië.